# Gazette d'Amsterdam
 (décembre 2016).
La Gazette d'Amsterdam, connue également sous les noms de Gazette d’Hollande et de  Nouvelles d'Amsterdam, est un ancien journal européen d'informations internationales, édité à Amsterdam. Il fut l'un des journaux les plus importants du siècle des Lumières et une source essentielle d'informations politiques,. L'existence de ce journal rédigé en français et paraissant deux fois par semaine, s'étendit de la deuxième moitié du XVIIe siècle jusqu'à la fin du XVIIIe siècle, sous la république batave.

## Contexte
Au XVIIIe siècle, les Provinces-Unies sont plus tolérantes au regard de la liberté de la presse et de la liberté de religion que la plupart des pays voisins comme la France, la Grande-Bretagne ou les États du Saint Empire romain et il y a peu d'ingérence de la part du gouvernement batave en matière de censure ou de monopoles protégés. Beaucoup de huguenots ont fui vers les Pays-Bas pendant le règne de Louis XIV, et le nombre de réfugiés français s'est encore accru avec la révocation de l'édit de Nantes en 1685. Certains de ces émigrés commencent, dans différentes villes européennes, à publier des journaux couvrant les nouvelles politiques en France et en Europe. Ces journaux sont édités en français, qui est à la fois leur langue maternelle et la lingua franca de la diplomatie européenne. Lus par les élites européennes, ces journaux sont appelés, en France, les « gazettes étrangères ».

## Histoire
Il existe une certaine confusion concernant la première année de parution de la Gazette d'Amsterdam : 1663, 1668 ou 1691 selon les sources. Toutes s'accordent en revanche sur le fait  la Gazette cesse de paraître en 1796. L'incertitude sur l'année de fondation du titre peut s'expliquer par le fait qu'au XVIIIe siècle de nombreux lecteurs ne font pas de distinction entre les différents titres publiés à Amsterdam (et aux Pays-Bas et en général), et d'autres publications des Pays-Bas souvent qualifiées d'Amsterdam ou d'Hollande.
Le protestant français Jean-Alexandre de la Font a probablement commencé sa carrière de journaliste à la Gazette d'Amsterdam. Une estampe le montre présentant la première Gazette ordinaire d'Amsterdam: de la main gauche, il tient le numéro du lundi 5 décembre 1667 tandis que de la main droite, serrant sa plume d'oie entre le pouce et l'index, il présente le texte.
Jean Tronchin Du Breuil (ou Dubreuil) est souvent considéré comme le fondateur du journal et son premier éditeur, étant donné sa date de fondation en 1691,,. Ses descendants ont gardé le contrôle de la publication jusqu'à sa disparition à la fin du XVIIIe siècle.
Comme beaucoup de ses contemporains, faisant partie des premiers journaux, la Gazette d'Amsterdam imprimait une juxtaposition de nouvelles provenant de sources variées, présentées par ordres géographiques d'origines, sans un style d'écriture unifié, ou un éditorial apparent. Cela est quelque peu confus, et par exemple, en temps de guerre, "notre armée" ou "l'ennemi, pouvait désigné le même sujet, dépendant d'où provenait la source d'information donnée au journal. La plupart des auteurs étaient des émigrés français. Elle était relativement chère, vue comme un bien de luxe, et il est estimé que les ventes n'ont jamais été aussi hautes qu'environ 1 250,. Elle était aussi d'un petit format, usuellement composé de 6 pages, soit des in-six, faisant 12x20cm, divisés en deux colonnes.
Elle avait une portée internationale, distribuée à travers l'Europe, dont la France où elle était en général tolérée. Il n'était ni totalement en accord, ou totalement en opposition avec le gouvernement français, et certainement plus libéral que la Gazette de France officielle. Elle était ainsi tolérée et même encouragée par certaines autorités, qui l'utilisait souvent pour leurs propres moyens, quand ils souhaitaient publiés des informations qui ne pouvaient pas être publiée par des moyens officiels. Le journal a donné voix aux institutions qui qui trouvait difficile de se faire publir dans le journal officiel, comme le Parlement de Paris. L'indépendance du journal n'était cependant pas complète, comme d'autres à cette période, et les éditeurs de la Gazette d'Amsterdam étaient d'accords pour être censurés, ou au moins "conseillés" à plusieurs occasions par les autorités louis-quatorziennes et françaises.
La Gazette commence son déclin dans la seconde moitiée du XVIIIe siècle, alors que le gouvernement français rendait plus facile pour les autres titres de rivaliser sur le marché français. Vue comme trop proche de la position officielle du gouvernement français, son lectorat décline, avant d'être dépassée par la Gazette de Leyde ("Nouvelles extraordinaires de divers endroits"), qui était vue comme plus indépendante,. Dès 1789, elle n'était plus vue comme un journal européen important.
Dans ses prises de positions, vers la fin du XVIIIe siècle, la Gazette d'Amsterdam était opposé à l'Orangisme néerlandais, soutenus par les Stathouder, et pour ce qui concernait la France, était opposée à l'aristocratisme, et soutenait les vues révolutionnaires.[réf. nécessaire].